# Jacques Pollet
Pour les articles homonymes, voir Pollet.
Jacques Pollet est un pilote automobile français né le 28 juillet 1922 à Roubaix et décédé le 16 août 1997 à Paris.

## Biographie
En 1951, il s'inscrit à la Targa Florio sur Frazer Nash.
Il participe à cinq Grands Prix comptant pour le championnat du monde de Formule 1, débutant le 4 juillet 1954 au Grand Prix de France ; il n'inscrit aucun point en championnat du Monde. Il a également disputé douze courses hors-championnat.
Ses meilleurs résultats sont obtenus hors-championnat et dans les courses de voitures de sport et en endurance. En effet, il gagne le Tour de France automobile en 1954, trois mois après un premier succès lors du Grand Prix automobile de Picardie sur Gordini T15S, aux 24 Heures du Mans 1954 et 1955, durant le Bol d'or 1955 (4e), ou encore pour les Mille Miglia 1956 (8e sur Mercedes-Benz 300 SL, deux mois après une neuvième place au Grand Prix d'Agadir).
Aux 24 Heures du Mans 1955, après l'accident de Pierre Levegh, il panique et refuse de prendre de relais de son équipier Hermano da Silva Ramos.

## Résultats en championnat du monde de Formule 1
| Saison | Écurie         | Châssis         | Moteur             | Pneus     | GP disputé | Points inscrits | Classement |
| ------ | -------------- | --------------- | ------------------ | --------- | ---------- | --------------- | ---------- |
| 1954   | Équipe Gordini | Gordini type 16 | Gordini 6 en ligne | Englebert | 2          | 0               | n.c.       |
| 1955   | Équipe Gordini | Gordini type 16 | Gordini 6 en ligne | Englebert | 3          | 0               | n.c.       |

## Résultats aux 24 heures du Mans
| Année | Écurie              | Châssis      | Moteur                   | Classement |
| ----- | ------------------- | ------------ | ------------------------ | ---------- |
| 1954  | Équipe Gordini      | Gordini T15  | Gordini 2,5 L 6 en ligne | 6e         |
| 1955  | Automobiles Gordini | Gordini T15S | Gordini 2,0 L 8 en ligne | Abandon    |